# Bos blijft bos
Bos blijft bos is een hoorspel van Jerzy Janicki. Ein Nylonbaum macht noch kein Weihnachten werd op 18 december 1978 door de Hessischer Rundfunk uitgezonden. Benjamin Gijzel vertaalde het en de TROS zond het uit op zaterdag 26 december 1981. De regisseur was Bert Dijkstra. Het hoorspel duurde 57 minuten.

## Rolbezetting
- Bert van der Linden (boswachter)
- Hans Veerman (Puin)
- Sacco van der Made (Sidder)
- Joop van der Donk (agent)
- Frans Kokshoorn (handelaar op de markt)
- Willy Ruys (zeer hoge ambtenaar)
- Lies de Wind (echtgenote van de ambtenaar)
- Gertian Maassen (Remia)
- Hans Karsenbarg (haar man)

## Inhoud
Puin, de chauffeur van een wrakke vrachtwagen, en Sidder, een oude verzopen stalknecht, zijn onderweg naar Warschau om kerstbomen te verkopen. De sluwe idee om aan de hoofdstedelingen geurende dennen in plaats van nylonbomen te leveren, moet groot geld opbrengen. Onderweg stellen de twee zich voor, wat hen in de hoofdstad te wachten staat: Puin had in de zomervakantie een scharrelpartijtje met een toeriste uit Warschau; Sidder heeft in de Tweede Wereldoorlog het leven van een partizaan gered en hoopt hem, die ondertussen een hoge post in de partij bekleedt, weer te zien. Maar de "liefste" en de "oude vriend" zijn als mensen een echte ontgoocheling. Hun levensstijl en hun cynisme drijven de beide provincialen voortijdig terug naar huis…